# アルマン・ザンゲネ
アルマン・ザンゲネ（آرمان زنگنه, Arman Zangeneh, 1993年6月15日 - ）は、イラン出身のプロバスケットボール選手。現在はイラン・バスケットボール・スーパーリーグ（IBSL）に所属するゾブ・アハン・イスファハーンBCでプレーしており、バスケットボールイラン代表の一員としても活躍している。ポジションはパワーフォワード。身長は203cm（6フィート8インチ） 。

## 経歴
アルマン・ザンゲネは、若くしてバスケットボールに才能を示し、2010年に2010年ユースオリンピックの3x3バスケットボール競技において、イランユース代表として出場した。
2014年には、当時の代表監督メミ・ベチロビッチによりイラン代表に初招集され、2014年FIBAアジアカップおよび2014年FIBAワールドカップ（スペイン）に出場した。
その後も代表選手として活躍を続け、2019年のワールドカップ（中国）にも出場している。